# Septett
En septett är en ensemble som består av sju personer. Den kan finnas i många olika former, till exempel stråkensemble bestående av en kontrabas, två cellor, en viola och tre violiner, (alternativt 2 viola och 2 violiner). En septett kan också bestå av sångare: en bas, en baryton, en tenor, en alt, en mezzosopran och två sopraner
(alternativt 2 tenorer).
Möjligheterna med en septett är mycket stora. Man kan spela de flesta former av modern och klassisk musik på en septett eftersom det finns tillräckligt med instrument för att täcka upp alla toner som används.
Ett klassiskt exempel på en septett är Ludwig van Beethovens septett i Ess-dur, Op.20 för klarinett, fagott, horn, violin, viola, cello och kontrabas.